# 다이바역 (시즈오카현)
다이바역(일본어: 大場駅)은 일본 시즈오카현 미시마시에 있는 이즈하코네 철도 슨즈 선의 역이다.

## 역사
- 1898년 5월 20일: 미시마마치(현, 미시마타마치) ~ 난조(현, 이즈나가오카) 간 개통과 동시에 영업 개시.
- 1937년 6월 10일: 다이바 역 화물선 공사 완공.
- 1940년 5월 4일: 공립 수산 주식 회사 다이바 공장의 인입선 건설 준성.
- 1964년 9월 21일: 화물 영업 폐지.
- 1978년 8월 20일: 다이바 역 하행 승강장 확장 및 역사 개축 공사 완공.
- 2001년 4월 6일: 시즈오카 현립 미시마미나미 고등학교 이전에 따라 다이바 역 동쪽 출입구 개설.
- 2005년 3월 31일: 신역사 준공.

## 역 구조
혼합식 승강장 2면 3선의 지상역이다. 현재의 새벽, 야간 시간을 제외한 1번 선이 슈젠지 행, 2번 선이 미시마 행의 발착이 되고 있다. 3번 선은 두단식 승강장으로 인하여 다이바 시발 미시마 방면 행 보통 열차와 미시마 발 다이바 행 막차, 다이바 공장에 입고 열차와 출고 열차에만 사용되지만 낮의 차량 고장 시에 대체 차량으로 환승에 사용되는 경우도 있다. 다이바 공장에서 행사 때는 본 승강장에 하루 종일 열차가 유치되기도 한다. 특급 오도리코의 정차역으로 1,2번 선 승강장의 유효 길이는 5량, 3번 선 승강장 유효 길이는 3량이다.
니시구치와 히가시구치 모두 자동 개찰기가 설치되었다. 역 창구는 서쪽에 있다. 예전에는 서쪽 밖에 개찰구가 없고 동쪽의 1번 선(슈젠지행 열차가 발착)에 내린 승객들은 구내 건널목을 쓰고 서쪽 출입구의 안쪽으로 건너가지 않으면 불가능했지만 2001년에 현립 미시마미나미 고등학교가 다이바 지구로 이전한 데 따라 동쪽의 승강장 남쪽에 히가시구치가 증설되었다. 초기에는 아침 러시아워에만 사용되었지만 2005년의 역사 개축에 따라 히가시구치에도 자동 개찰, 매표기가 설치된 오전 7시부터 오후 9시까지 이용할 수 있게 되었다. 현재 서쪽의 자동 매표기 1대가 히가시구치에도 자동 매표기 1대가 터치 패널식으로 대체되었다. 2006년 말부터 발차 벨이, 가마타 신호기산 전자 소리의 것으로 변경되었다(3번 선 제외). 발차 벨은 건널목에 연동되어 있으며 역무원이 발차 벨 버튼을 누르면 건널목이 작동되는 일정한 타이밍으로 발차 벨이 일정 시간에 울린다. 역 남쪽의 건널목에서 히가시구치로 통하는 도로는 과거 역 동부에 존재했던 모리나가 제과의 전용선의 터이다.

### 승강장
| 1 | ■ 특급 "오도리코" (하행) | 이즈나가오카・오히토・슈젠지 방면             |
| 1 | ■ 슨즈 선(하행)          | 이즈나가오카・오히토・슈젠지 방면             |
| 2 | ■ 특급 "오도리코" (상행) | 미시마・아타미・오다와라・요코하마・도쿄 방면 |
| 2 | ■ 슨즈 선(상행)          | 미시마히로코지・미시마 방면                   |
| 3 | ■ 슨즈 선(상행)          | 미시마히로코지・미시마 방면 (당역 시발)       |

## 역 주변
- 시즈오카 현립 미시마미나미 고등학교
- 미시마 시립 나카고 중학교
- 간나미 정립 간나미 중학교
- 간나미 정 사무소
- 미시마 다이바 우체국

## 사진

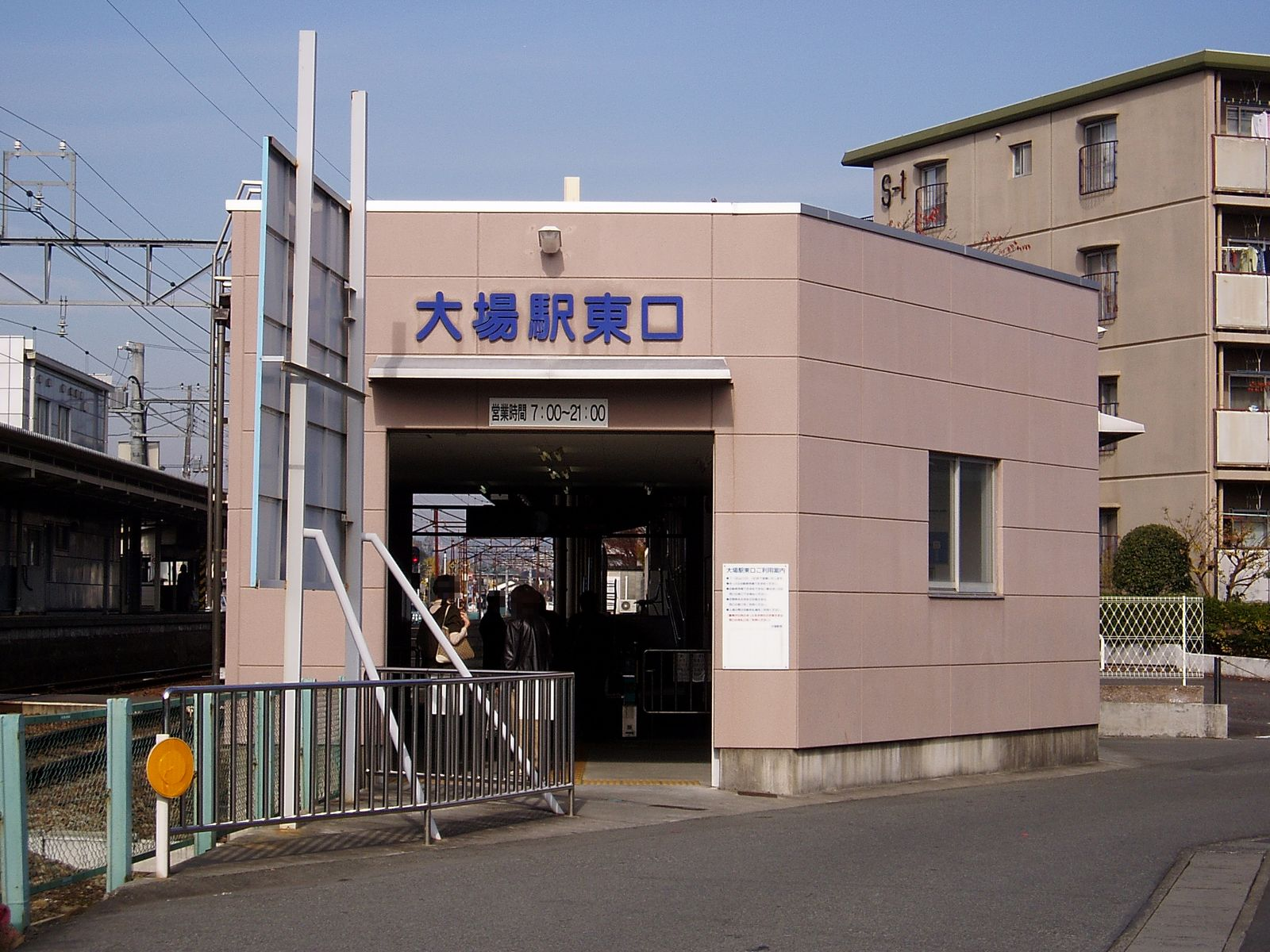
동쪽 출입구
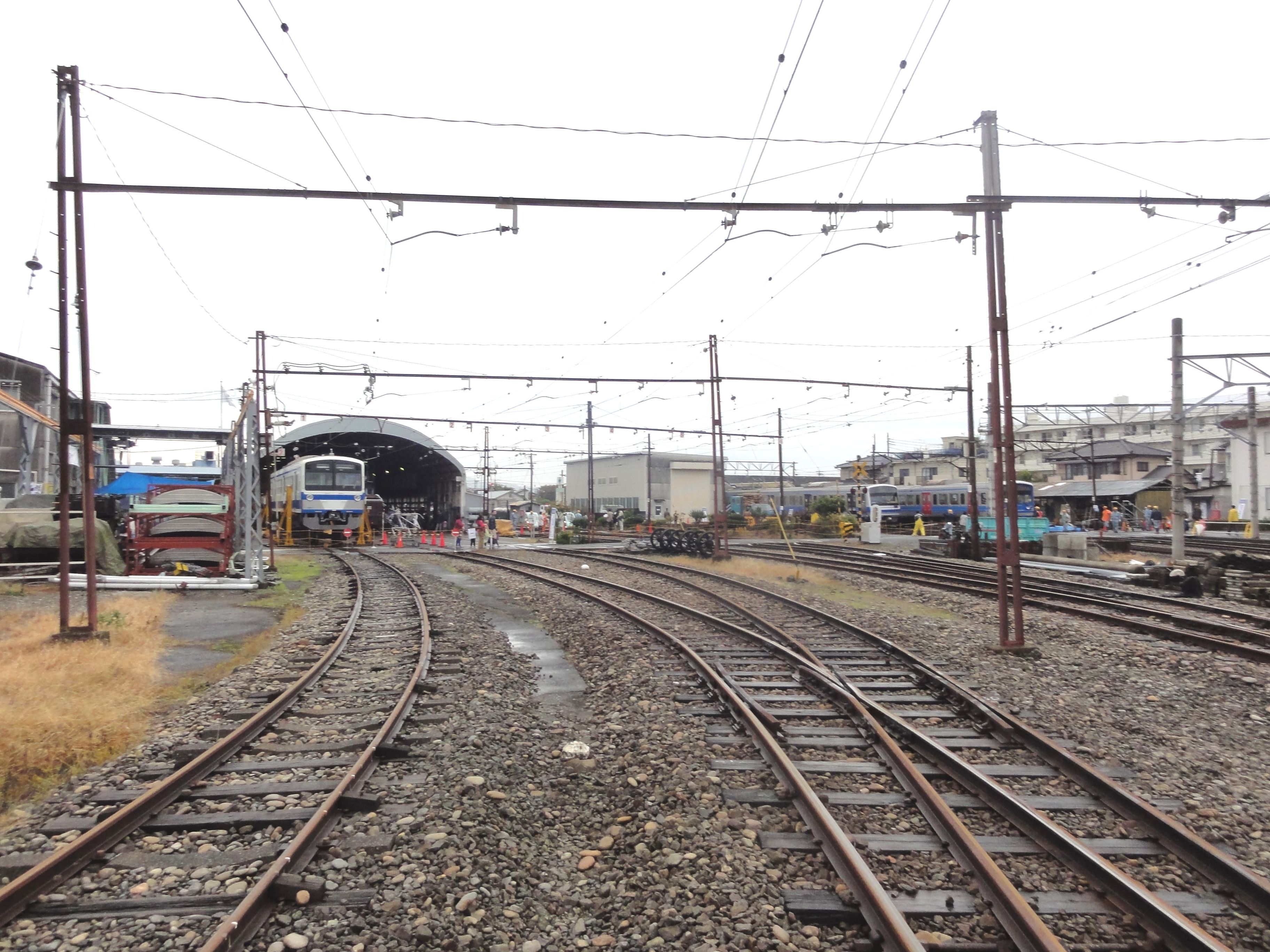
이즈하코네 철도 다이바 공장

## 인접역
| 이즈하코네 철도 ■ 슨즈 선         | 이즈하코네 철도 ■ 슨즈 선 | 이즈하코네 철도 ■ 슨즈 선     |
| --------------------------------- | ------------------------- | ----------------------------- |
| IS03 미시마타마치 미시마 방면     | ■ 특급 "오도리코"         | 이즈나가오카 IS09 슈젠지 방면 |
| IS04 미시마후쓰카마치 미시마 방면 | ■ 보통                    | 이즈닛타 IS06 슈젠지 방면     |